# Papuadytes patepensis
Papuadytes patepensis là một loài bọ cánh cứng trong họ Bọ nước. Loài này được Balke miêu tả khoa học năm 1998.